# Synopeas ilsei
Synopeas ilsei är en stekelart som beskrevs av Vlug 1995. Synopeas ilsei ingår i släktet Synopeas och familjen gallmyggesteklar. Inga underarter finns listade i Catalogue of Life.